# Сосна гірська Жереп (пам'ятка природи, Діловецьке лісництво)
Сосна́ гірська́ Же́реп — ботанічна пам'ятка природи місцевого значення в Україні. Розташована в межах Рахівського району Закарпатської області, на території Діловецького лісництва (квартал 4). 
Площа 3 га. Статус надано згідно з рішенням облвиконкому від 18.11.1969 року № 414, ріш. ОВК від 23.10.1984 року № 253 (увійшла до складу Карпатського біосферного заповідника згідно з рішенням від 30.05.1990 року № 119, акт прийому-передачі від 27.12.2006 року, акт передачі КБЗ від 09.12.2005 року № 697). Перебуває у віданні Карпатського біосферного заповідника. 
Статус надано з метою збереження місць зростання сосни гірської (жереп).